# Józefowo (gmina Radzanów)
Józefowo – wieś sołecka w Polsce położona w województwie mazowieckim, w powiecie mławskim, w gminie Radzanów.
Wierni Kościoła rzymskokatolickiego należą do parafii św. Rocha w Radzanowie.
W latach 1975–1998 miejscowość należała administracyjnie do województwa ciechanowskiego.